# Jerzy Grzymek
Jerzy Michał Grzymek (ur. 9 kwietnia 1908 w Iwkowej k. Brzeska, zm. 3 maja 1990 w Krakowie) – polski profesor zwyczajny nauk technicznych Akademii Górniczo-Hutniczej w Krakowie. Dziekan Wydziału Inżynierii Materiałowej i Ceramiki w latach 1964–1967, członek rzeczywisty Polskiej Akademii Nauk, polityk oraz żołnierz AK, członek Rady Krajowej PRON w 1983 roku, wynalazca tzw. "metody Grzymka"

## Życiorys
Urodził się w rodzinie Stanisława, profesora gimnazjum, i Jadwigi Del Vecchio. W 1926 ukończył gimnazjum matematyczno-przyrodnicze im. A. Witkowskiego w Krakowie, a w 1935 wyższe studia na Wydziale Chemicznym Politechniki Lwowskiej, uzyskując stopień inżyniera chemika. Już w trakcie studiów (1932–1936) pracował w Katedrze Chemicznej Technologii Nieorganicznej i Elektrochemii na stanowisku starszego asystenta. Jeszcze jako student (1934) rozpoczął swoją działalność badawczą, którą kontynuował do końca życia. W 1936 rozpoczął pracę w Zakładach „Solvay” w Krakowie, a następnie w Cementowni „Grodziec” w Będzinie jako kierownik produkcji, awansując dwa lat później na stanowisko naczelnego inżyniera. Rozpoczęte wcześniej badania naukowe, poparte doświadczeniem zdobytym w czasie naukowego pobytu w Centralnym Laboratorium Kontrolnym przy zaporach wodnych w Alpach Szwajcarskich, pozwoliły mu na opracowanie technologii hydrotechnicznych cementów, które znalazły zastosowanie przy powstającej od 1935 zaporze wodnej w Rożnowie.
W czasie okupacji, w latach 1940–1941, wykonywał czynności chemika, a także palacza pieców obrotowych. Od 1942 – ukrywając się – działał w szeregach Armii Krajowej. Był żołnierzem 120 Pułku Piechoty 106 Dywizji „Tysiąca” działającej w okręgu miechowsko-pińczowskim.
Po zakończeniu działań wojennych, w latach 1945–1948 był pełnomocnikiem rządu ds. odbudowy przemysłu cementowego na Śląsku Opolskim. Od 1946 do 1948 należał do PPR, a następnie do PZPR. W 1948 został dyrektorem Zjednoczenia Fabryk Cementu w Sosnowcu. W tym okresie przygotował też do budowy podstawowe obiekty planu 6-letniego – m.in. 3 cementownie – zabezpieczając dla nich import maszyn i urządzeń. W 1951 został powołany na wiceministra Przemysłu Lekkiego. Był pierwszym organizatorem i kierownikiem powstałego w 1953 Ministerstwa Przemysłu Materiałów Budowlanych. W latach 1955–1960 był podsekretarzem stanu tegoż ministerstwa, w 1957 nazwanego Ministerstwem Budownictwa i Przemysłu Materiałów Budowlanych w rządach Bolesława Bieruta i Józefa Cyrankiewicza. Współdziałał w programowaniu i rozwijaniu produkcji szeregu nowych asortymentów obejmujących m.in. cementy hutnicze i prefabrykaty gipsowe, wapno suchogaszone, wapno mielone przeznaczone do wytwarzania cegły wapienno-piaskowej i betonów komórkowych. 
Zmarł w Krakowie, pochowany na cmentarzu Rakowickim (kwatera PAS LB-zach-po prawej Wodzickich).

## Akademia Górniczo-Hutnicza
Od 1950 związany z AGH - kierownik Katedry Technologii Materiałów Wiążących. Od 1954 był profesorem nadzwyczajnym Akademii Górniczo-Hutniczej. Dziekan Wydziału Inżynierii Materiałowej i Ceramiki w latach 1964–1967. Od 1973 był członkiem rzeczywistym PAN. Używał pseudonimów: Jerzy Miecznikowski, Wiśniewski.
W latach 1950–1982 oraz 1986–1990 prowadził w AGH wykłady z technologii wiążących materiałów budowlanych. Był organizatorem Wydziału Ceramicznego w AGH oraz Instytutu Technologii Krzemianów w Warszawie, Instytutu Przemysłu Wiążących Materiałów Budowlanych w Opolu, inicjator budowy cementowni „Nowiny” w Kielcach. Doctor honoris causa AGH (1979).

## Publikacje i patenty
Autor około 170 prac naukowych i opracowań technicznych, z czego 50 wydanych w zagranicznej literaturze fachowej, głównie z zakresu technologii związków siarkowych, technologii związków glinu i technologii materiałów budowlanych. Opracował m.in. metodę spiekowego otrzymywania Al2O3 o wysokiej czystości z tanich surowców nieboksytowych (tzw. metoda Grzymka). Jest autorem kilku patentów zagranicznych. W pracy Wykorzystanie mineralnych odpadów wtórnych wydanej w 1988 roku, podał podstawy naukowe wykorzystania magmy hutniczej do wytwarzania wysokowartościowych lekkich materiałów budowlanych. Omówił w niej również zagadnienie roli przemian polimorficznych i struktury glinianów wapniowych w procesie otrzymywania najwyższych gatunków specjalnych tlenków glinu, koncentratów tytanowo-żelazowych i cementu portlandzkiego. Jego wkład do nauki światowej znalazł odbicie w książce Bolesława Orłowskiego „Polacy światu” wydanej w 1987 roku. Nazwisko Grzymka znajduje się w niej wśród największych autorytetów naukowych AGH.
Uzyskał około 30 patentów, w tym 16 zagranicznych. W katedrze, którą kierował, ukończyło studia około 350 inżynierów i magistrów inżynierów. Wypromował 17 doktorów oraz był recenzentem 27 prac doktorskich i habilitacyjnych. Spośród wychowanków profesora wielu doszło do stanowisk samodzielnych pracowników nauki – profesorów i wykładowców akademickich, inni osiągnęli wysokie stanowiska w przemyśle. Wpłynęli oni w sposób znaczący na rozwój przemysłu wiążących materiałów budowlanych i betonów.

## Ordery i odznaczenia
- Order Budowniczych Polski Ludowej (1984)[6][7]
- Krzyż Wielki Orderu Odrodzenia Polski (1988)[8]
- Order Sztandaru Pracy I klasy[6]
- Krzyż Komandorski z Gwiazdą Orderu Odrodzenia Polski[6]
- Złoty Krzyż Zasługi (14 kwietnia 1947)[9]
- Srebrny Krzyż Zasługi (18 stycznia 1946)[10]
- Medal 30-lecia Polski Ludowej[6]
- Medal 40-lecia Polski Ludowej[6]
- Medal 10-lecia Polski Ludowej[6]
- Medal Komisji Edukacji Narodowej[6]
- Odznaka tytułu honorowego „Zasłużony Nauczyciel PRL”[6]
- Odznaka honorowa „Zasłużony dla Budownictwa i Przemysłu Materiałów Budowlanych”
- Złota Honorowa Odznaka NOT
- Złota Honorowa Odznaka SITPMB
- „Medal of Honor” od American Biographical Institute (USA)

## Nagrody
- Nagroda Państwowa (1952, 1968)[11]
- Nagroda Państwowa II stopnia (zespołowa) za opracowanie metody produkcji klinkieru dolomitu stabilizowanego i uruchomienie jej w skali przemysłowej w cementowni Szczakowa (1955)[12]